# 穂原村 (愛知県)
穂原村（ほのはらむら）は、愛知県宝飯郡にかつてあった村。
現在の豊川市の一部（野口町・市田町・千両町・諏訪など）に該当する。

## 歴史
- 1878年（明治11年） - 上千両村、下千両村が合併し、千両村となる。
- 1889年（明治22年）10月1日 - 野口村、市田村、千両村が合併し、穂原村が発足。
- 1906年（明治39年）6月25日 - 平幡村と合併し、八幡村が発足。同日穂原村は廃止。